# I. Hori (alkirály)
Hori („Hóruszhoz tartozó”) ókori egyiptomi tisztségviselő, Kús alkirálya volt a XIX. dinasztia korának végén, a XX. dinasztia elején. Apját Kamának hívták.
Először Sziptah fáraó uralkodása alatt említik, de talán már III. Ramszesz uralkodása alatt is betöltötte ezt a hivatalt. Elődje Széthi volt, utóda fia, Hori. Bubasztiszban született, sírját is itt fedezték fel. Két felirata ismert, melyeket fia, Webehszenu készített: az első Buhenben maradt fenn, Sziptah hatodik évéből, a másik Szehel szigetéről, ezen a fiú apja mögött áll. Hori mindkét ábrázolásán szülővárosa istennőjét, Básztetet imádja. Buhenben fennmaradt háza egyik ajtófélfája is.
Címei: „Kús alkirálya”, „Őfelsége első harci kocsizója”, „Őfelsége hírvivője minden földre”. Sírja Tell Basztában van.

## Fordítás
- Ez a szócikk részben vagy egészben  a   Hori I (Viceroy of Kush) című angol Wikipédia-szócikk ezen változatának fordításán alapul.  Az eredeti cikk szerkesztőit annak laptörténete sorolja fel. Ez a jelzés csupán a megfogalmazás eredetét és a szerzői jogokat jelzi, nem szolgál a cikkben szereplő információk forrásmegjelöléseként.
- Ez a szócikk részben vagy egészben  a   Hori II. című német Wikipédia-szócikk ezen változatának fordításán alapul.  Az eredeti cikk szerkesztőit annak laptörténete sorolja fel. Ez a jelzés csupán a megfogalmazás eredetét és a szerzői jogokat jelzi, nem szolgál a cikkben szereplő információk forrásmegjelöléseként.